# Sergej Paramonov (šermíř)
Sergej Vladimirovič Paramonov (* 16. září 1945 Beloreck, Sovětský svaz) je bývalý sovětský a ukrajinský sportovní šermíř ruské národnosti, který se specializoval na šerm kordem. Sovětský svaz reprezentoval na přelomu šedesátých a sedmdesátých let. Zastupoval kyjevskou šermířskou školu, která spadala pod Ukrajinskou SSR. Na olympijských hrách startoval v roce 1972 v soutěži jednotlivců a družstev. V roce 1970 obsadil druhé místo na mistrovství světa v soutěži jednotlivců. Se sovětským družstvem kordistů vybojoval na olympijských hrách v roce 1972 bronzovou olympijskou medaili a v roce 1969 titul mistra světa.